# The Hybrid
The Hybrid è l'album di debutto del rapper statunitense Danny Brown, pubblicato il 16 marzo del 2010 e distribuito da Rappers I Know e Fnr. L'album non presenta alcun artista ospite.
| Recensione | Giudizio |
| ---------- | -------- |
| RapReviews | [ 2 ]    |
| Pitchfork  | [ 3 ]    |
| PopMatters | [ 4 ]    |

## Tracce
1. Greatest Rapper Ever – 2:48 (musica: Quelle)
2. Need Another Drink – 2:54 (musica: Mainframe)
3. New Era – 4:53 (musica: Nick Speed)
4. Exotic (featuring Dopehead) – 2:21 (musica: Danny!)
5. I'm Out – 2:53 (musica: Chuck Inglish)
6. Re-Up – 2:09 (musica: Quelle)
7. Nowhere 2 Go – 2:56 (musica: Denmark Vessey)
8. Shootin' Moves – 2:45 (musica: Frank Dukes)
9. The Nana Song – 2:33 (musica: Danny!)
10. Guitar Solo – 3:44 (musica: Quelle)
11. White Stripes – 2:29 (musica: Quelle)
12. Juno – 2:14 (musica: Mosel)
13. Thank God – 2:51 (musica: Mosel)
14. Drinks on Me – 3:03 (musica: Quelle)
15. Generation Rx – 3:10 (musica: 14KT)
16. S.O.S – 2:54 (musica: Slopfunkdust)

Durata totale: 46:37
Tracce bonus
1. Cartier – 3:04 (musica: 14KT)
2. Great Granddad – 3:08 (musica: Beat Butcha)
3. Lincoln Continental – 2:58 (musica: brandUn DeShay)